# Bacheha-Ye aseman
Bacheha-ye aseman (en persa: بچه‌های آسمان‎; conocido para su distribución en castellano como Niños del cielo y Niños del paraíso) es una película iraní de Majid Majidi estrenada en 1997 y filmada en lengua persa. Es el tercer largometraje de su director. Trata sobre las aventuras de un hermano y una hermana que pertenecen a una familia pobre y que han perdido un par de zapatos. El argumento sirve también como excusa para hablar de las serias diferencias existentes entre los ricos y los pobres en Irán.
La película fue nominada al Oscar a Mejor película de habla no inglesa en el 1998.
El título de la película se tradujo en algunos países hispanohablantes como Niños del cielo y en otros como Niños del paraíso. Ambos títulos se refieren a la misma cinta.

## Argumento
La historia se centra en la pérdida de unos zapatos. El niño, Ali, lleva a arreglar los zapatos de su hermana Zahra pero al traerlos a casa de regreso, los pierde. Deciden mantener la pérdida en secreto y no contar nada a sus padres, dado que saben que no tienen dinero para comprar otro par de zapatos y saben, también, que serán castigados. El problema es que Zahra no tiene otro par de zapatos. Por ello, deciden compartir las zapatillas de Ali ya que ella asiste a la escuela por la mañana y él por la tarde. El cambio de zapatos tendrá lugar a mitad de camino entre su casa y la escuela.
Pero necesitan conseguir otros zapatos para solucionar el problema. Ali se entera de que hay una carrera y que el tercer premio es un par de zapatillas, así que promete a su hermana participar y conseguir ese premio. Sin embargo, Ali llega en primer lugar y no consigue los zapatos. Al volver a casa, su hermana, con solo ver su expresión, entiende que no ha conseguido lo acordado.
La película termina con una toma de los pies de Ali, lastimados por la carrera, dentro del estanque del patio de los apartamentos, en medio de peces dorados. En un breve plano, justo antes, se ve que el padre ha hecho compras y trae zapatos nuevos a sus hijos. 

## Sobre la película
La cinta muestra el contraste de la realidad en una familia pobre, en donde el padre muestra cierta severidad sin perder la calidez de un hombre en busca de su sustento diario para su familia y sin dejar de protegerlos y ocuparse de su esposa enferma, un bebe y sus dos hijos Ali y Zahra.
También exhibe sutilmente otras facetas de la sociedad moderna frente a los más expuestos, como cuando el directivo de la escuela niega el ingreso a Ali, que es un niño con aptitudes, a la escuela por reiteradas llegadas tardes. Ali le explica que su padre trabaja todo el día  que no puede ir para reunirse con el directivo y que su madre esta enferma. El directivo no escucha al niño y con regla en mano, le dice que no regrese al establecimiento. Ali es salvado por un maestro que explica acerca de esas aptitudes del niño y que dejarlo sin escolaridad puede ser peor que lo que hizo (llegar tarde).
Cuando Ali va con su padre a trabajar de jardineros, su padre no sabe cómo expresarse y ofrecer sus servicios, algo que sí sabe hacer Ali, gracias a su escolaridad, y así consiguen su primer empleo. Es destacable la actitud del padre de Ali cuando cruzan en bicicleta toda Teherán para ir a los barrios ricos y se encuentra con casas imponentes frente al barrio humilde donde habitan.
La película muestra sin golpes bajos ni apelando a la pena, una realidad diaria de muchas partes del mundo.

## Producción
La película está enteramente filmada en Teherán y sus alrededores. Los niños, que no habían actuado nunca, fueron escogidos entre miles de escolares. A fin de preservar su naturalidad y la espontaneidad de sus actuaciones, y conseguir que las escenas rodadas en las calles fueran auténticas, Majidi escondió los equipos de rodajes para que fueran lo más discretos posible y recurrió a cámaras ocultas. La película tuvo un presupuesto de producción muy modesto, 180.000 USD, pero la recaudación en el mundo entero fue de casi 1.630.000 USD, 9 veces el coste de producción inicial.
Niños del cielo fue premiada en febrero de 1997 en el Festival de cine de Fajr (Irán), consiguiendo varios galardones. La película fue adquiriendo notoriedad y fue estrenada en diversos países europeos, en América y en Asia entre los años 1999 y 2001. La crítica acogió muy positivamente la cinta.

## Estrenos
| País           | Estreno                          |
| -------------- | -------------------------------- |
| Estados Unidos | Viernes, 22 de enero de 1999     |
| Brasil         | Viernes, 12 de marzo de 1999     |
| Hong Kong      | Jueves, 20 de mayo de 1999       |
| Japón          | Sábado, 24 de julio de 1999      |
| Singapur       | Jueves, 12 de agosto de 1999     |
| Australia      | Jueves, 19 de agosto de 1999     |
| Argentina      | Jueves, 26 de agosto de 1999     |
| Alemania       | Jueves, 9 de septiembre de 1999  |
| España         | Viernes, 8 de octubre de 1999    |
| Países Bajos   | Sábado, 16 de octubre de 1999    |
| México         | Viernes, 13 de febrero de 1999   |
| Noruega        | Viernes, 31 de diciembre de 1999 |
| Malasia        | Jueves, 14 de febrero de 2000    |
| Francia        | Miércoles, 5 de abril de 2000    |
| Polonia        | Viernes, 28 de abril de 2000     |
| Bélgica        | Miércoles, 12 de julio de 2000   |
| Grecia         | Viernes, 16 de enero de 2001     |
| Corea del Sur  | Sábado, 9 de marzo de 2001       |

 Colombia

## Premios
Fue la primera película iraní en ser nominada por la Academia para la categoría de Mejor película de habla no inglesa (1998), pero perdió la estatuilla frente a la película italiana La vida es bella.
Fue mostrada con éxito en numerosos festivales y ganó un gran número de premios, entre los que destacan los del Festival de cine de Fajr, World Film Festival, Festival Cinematográfico Internacional de Newport (Newport International Film Festival), Festival Cinematográfico Internacional de Varsovia, y el Festival Cinematográfico Internacional de Singapur. Fue nominada para el Gran Premio del Jurado en el Festival del Instituto Americano de cinematografía (American Film Institute)